# 引誘

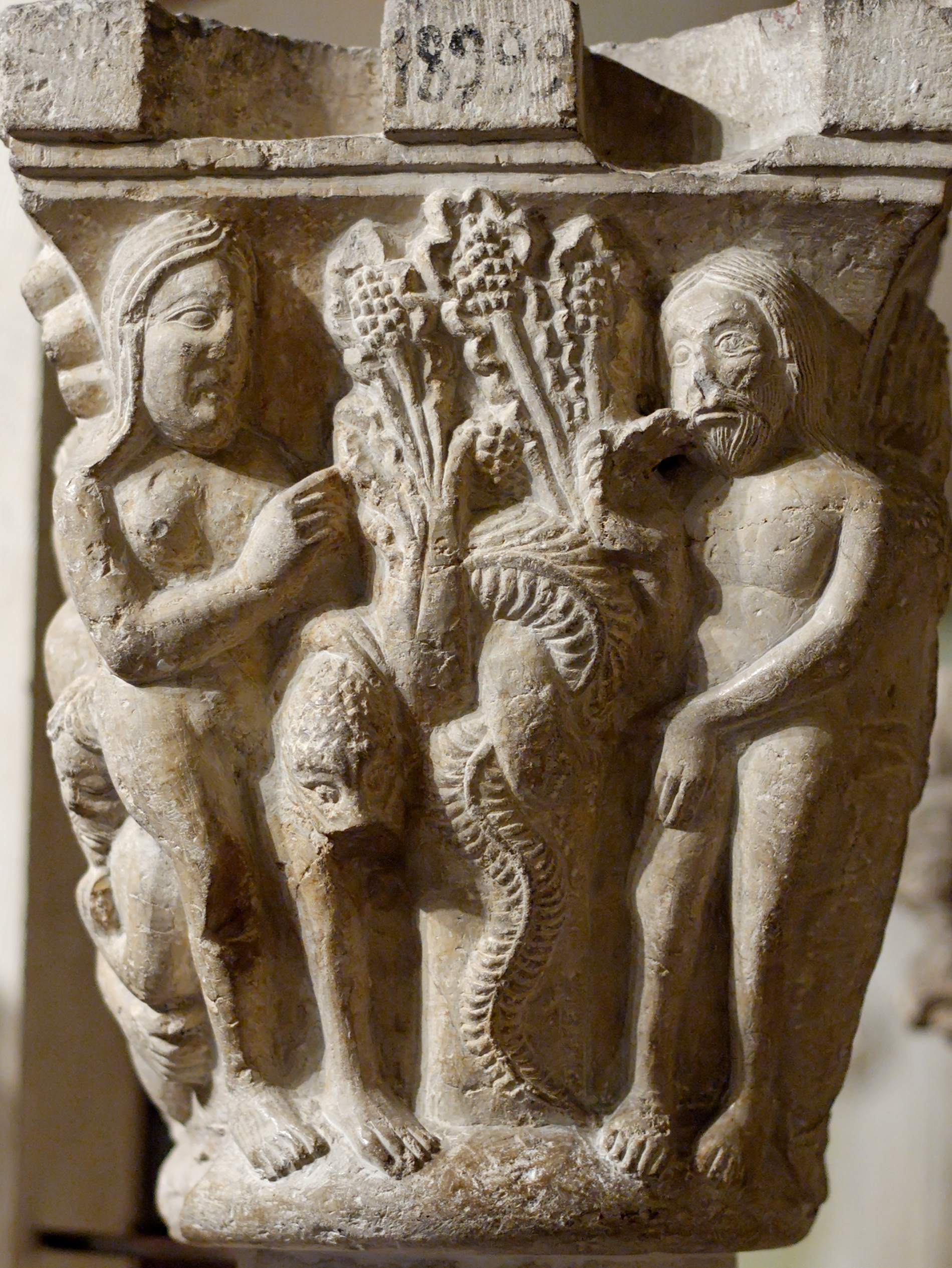
亞當夏娃吃禁果 Musée de Cluny繪

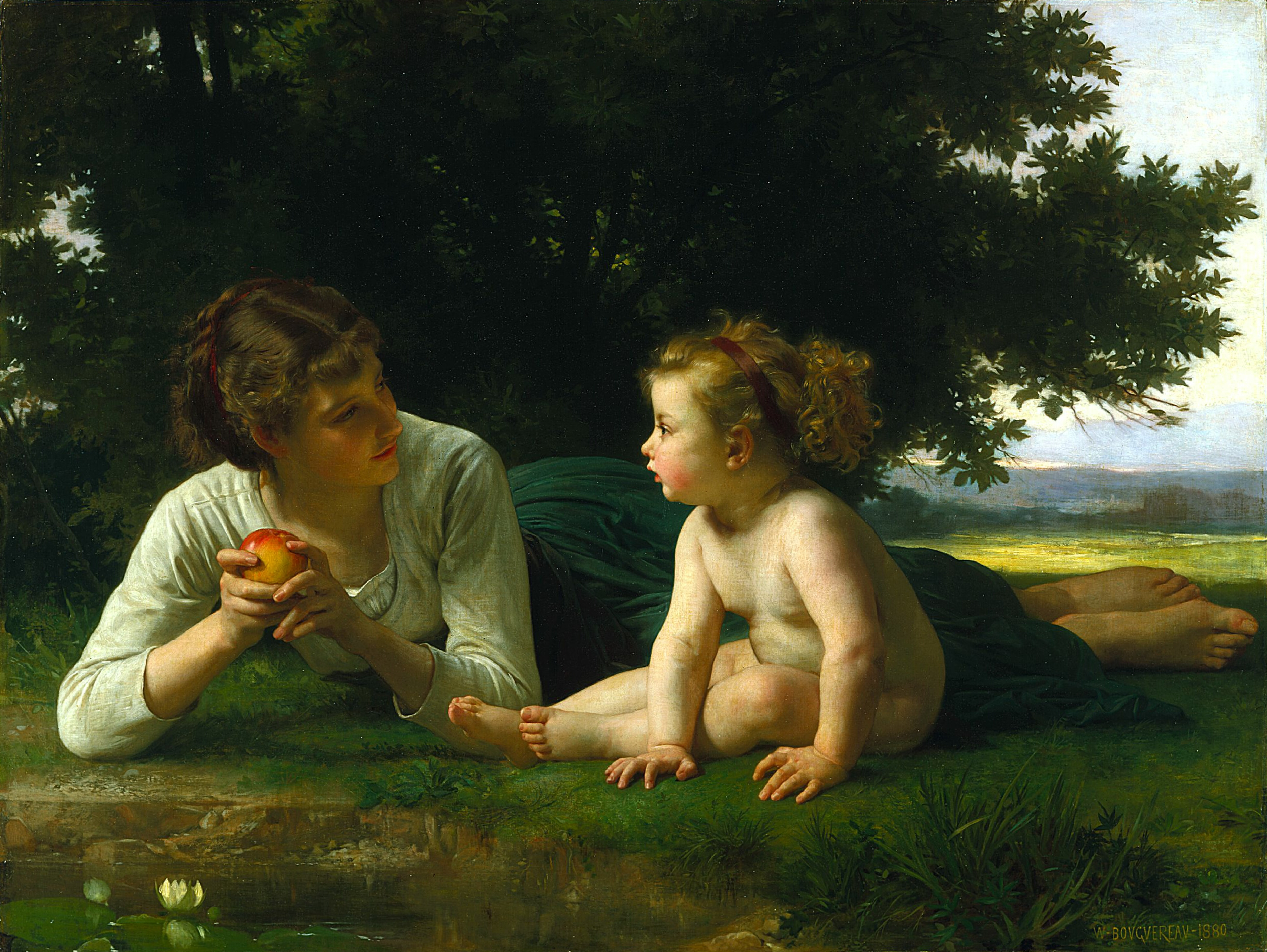
引誘William-Adolphe Bouguereau繪

引誘是吸引他人的行為，多數都是目的不良地吸引他人的廣告的效益。